# جذر تكعيبي

مخطط التابع y = من أجل. حيث أن المخطط الكامل يكون متناظراً بالنسبة للمبدأ.

في الرياضيات يرمز للجذر التكعيبي لعدد ما x بالشكل {\displaystyle {\sqrt[{3}]{x}}} أو x1/3، وإذا كان الجذر التكعيبي هو العدد a فتكون العلاقة التالية محققة a3 = x.
لجميع الأعداد الحقيقية جذر تكعيبي حقيقي واحد وجذرين تكعيبيين عقدين.
لجميع الأعداد العقدية غير الصفرية تمتلك ثلاث جذور تكعيبية عقدية.

## أمثلة
- الجذر التكعيبي للعدد 8 هو 2، لأن 23 = 8.
- الجذور التكعيبية للعدد 27- هي:

{\displaystyle {\sqrt[{3}]{-27i}}={\begin{cases}3i\\{\frac {3{\sqrt {3}}}{2}}-{\frac {3}{2}}i\\-{\frac {3{\sqrt {3}}}{2}}-{\frac {3}{2}}i\end{cases}}}

## خصائص الجذر التكعيبي
- عملية الجذر التكعيبي هي عملية غير تجميعية وغير توزيعية مع الجمع والطرح.
- عملية الجذر التكعيبي هي عملية تجميعية مع الرفع إلى أس وتوزيعية مع عملية الضرب والقسمة في مجموعة الأعداد الحقيقية، ولكن ليس دائماً في مجموعة الأعداد العقدية.